# Pseudotropheus

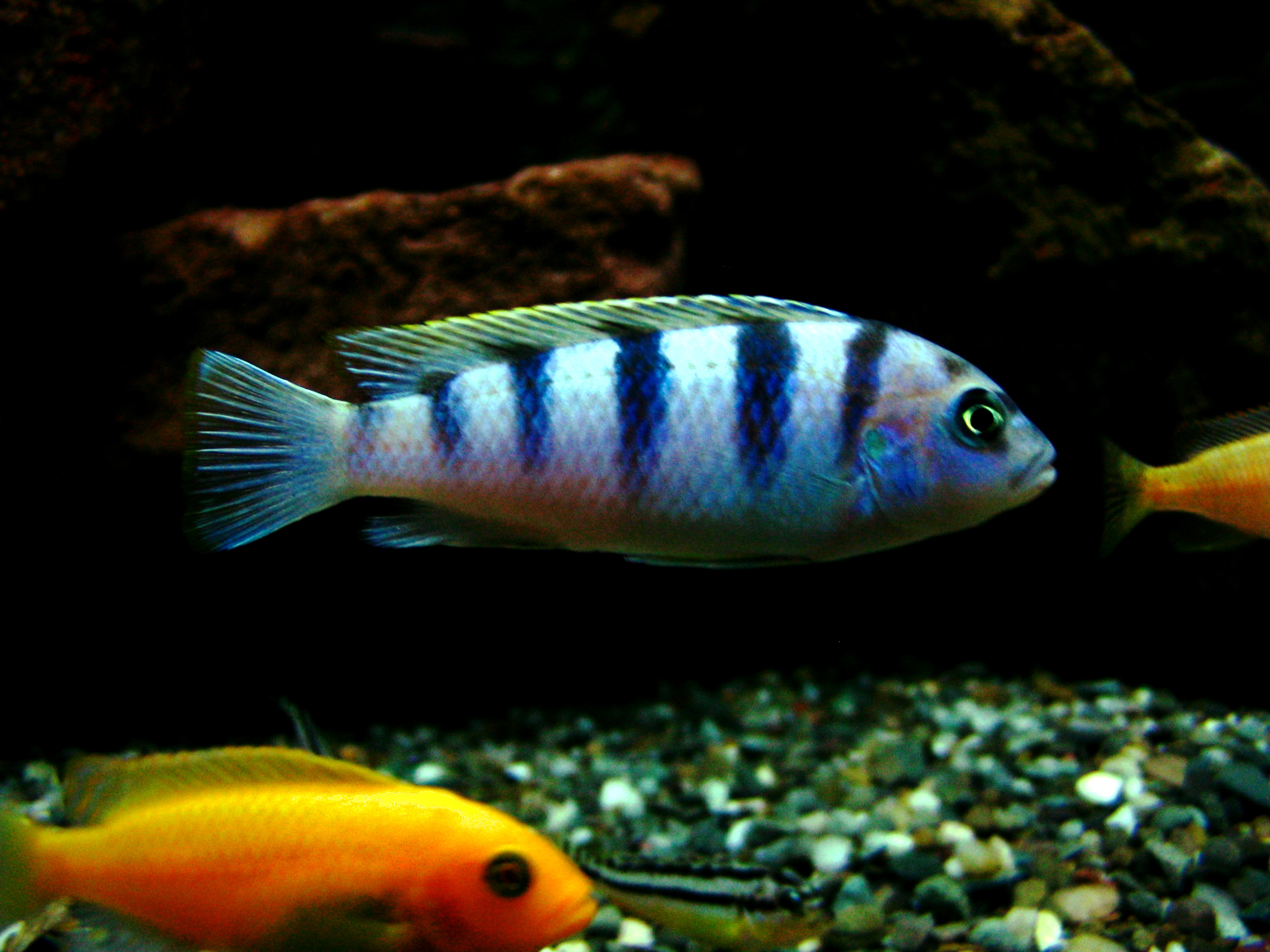
Pseudotropheus estherae

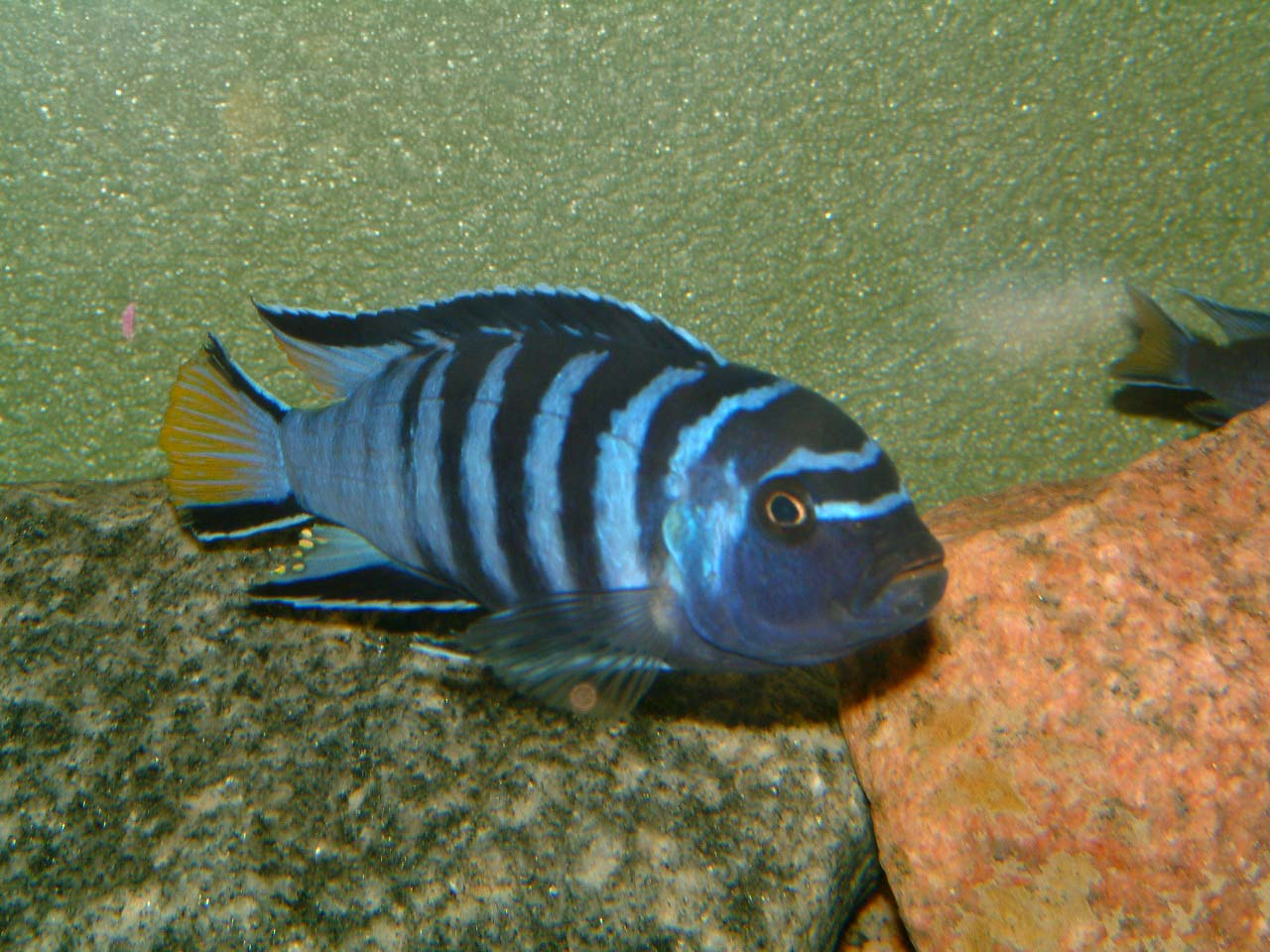
Pseudotropheus elongatus

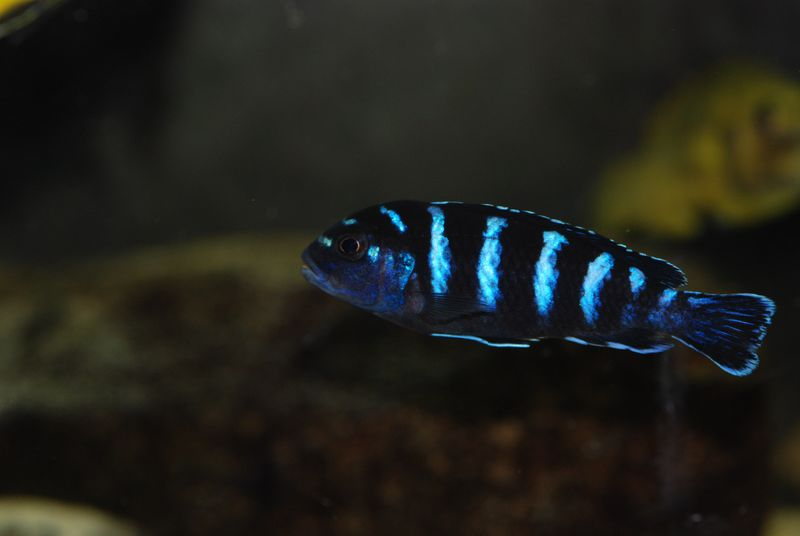
Pseudotropheus demasoni

Pseudotropheus és un gènere de peixos de la família dels cíclids i de l'ordre dels perciformes.

## Distribució geogràfica
És originari del llac Malawi (Àfrica oriental).

## Taxonomia
- Pseudotropheus acei
- Pseudotropheus ater (Stauffer, 1988)[2]
- Pseudotropheus aurora (Burgess, 1976)
- Pseudotropheus barlowi (Mckaye i Stauffer, 1986)
- Pseudotropheus crabro (Ribbink i Lewis, 1982)[3]
- Pseudotropheus cyaneus (Stauffer, 1988)[2]
- Pseudotropheus demasoni (Konings, 1994)[4]
- Pseudotropheus elegans (Trewavas, 1935)
- Pseudotropheus elongatus (Fryer, 1956)[5]
- Pseudotropheus estherae (Konings, 1995)[6]
- Pseudotropheus fainzilberi (Staeck, 1976)[7]
- Pseudotropheus flavus (Stauffer, 1988)[2]
- Pseudotropheus fuscoides (Fryer, 1956)[5]
- Pseudotropheus fuscus (Trewavas, 1935)[8]
- Pseudotropheus galanos(Stauffer i Kellogg, 2002)[9]
- Pseudotropheus hajomaylandi (Meyer i Schartl, 1984)
- Pseudotropheus heteropictus(Staeck, 1980)
- Pseudotropheus lanisticola (Burgess, 1976)
- Pseudotropheus livingstonii (Boulenger, 1899)
- Pseudotropheus lombardoi (Burgess, 1977)
- Pseudotropheus longior(Seegers, 1996)[10]
- Pseudotropheus lucerna (Trewavas, 1935)[8]
- Pseudotropheus macrophthalmus (Ahl, 1926)[11]
- Pseudotropheus microstoma (Trewavas, 1935)[8]
- Pseudotropheus minutus(Fryer, 1956)[5]
- Pseudotropheus modestus(Johnson, 1974)[12]
- Pseudotropheus novemfasciatus(Regan, 1922)[13]
- Pseudotropheus purpuratus(Johnson, 1976)[14]
- Pseudotropheus pursus (Stauffer, 1991)
- Pseudotropheus saulosi (Konings, 1990)[15]
- Pseudotropheus socolofi (Johnson, 1974)[12]
- Pseudotropheus tropheops(Regan, 1922)[13]
  - Pseudotropheus tropheops gracilior (Trewavas, 1935)
  - Pseudotropheus tropheops romandi (Colombé, 1979)
  - Pseudotropheus tropheops tropheops (Regan, 1922)
- Pseudotropheus tursiops (Burgess i Axelrod, 1975)[16]
- Pseudotropheus williamsi (Günther, 1894)[17][18][19][20][21][22][23][24][25][26]